# Labour Economics
Labour Economics est une revue académique de langue anglaise spécialisée en économie du travail. 